# Steven Derksen
Steven C. Derksen (1915 -1988), was een Nederlands socioloog.  
Hij verwierf nationale en internationale faam door zijn inspanningen op het gebied van het vredesonderwijs. 
Steven (Stef) Derksen studeerde in de jaren vijftig sociologie aan de Rijksuniversiteit Groningen. Hij was onder meer docent maatschappijleer en geschiedenis aan de Pedagogische Academie in Meppel. 
Hij promoveerde in 1978 aan de Vrije Universiteit van Brussel op het proefschrift “Leren om te overleven, noodzaak en mogelijkheden van de vredesopvoeding”. Met dit proefschrift wilde hij duidelijk maken dat vredesonderwijs niets minder is dan een noodzaak omdat de mensheid alleen zou kunnen overleven wanneer een eind wordt gemaakt aan de wapenwedloop.
Hoewel volgens Derksen van de vredesopvoeding en –onderwijs geen wonderen verwacht mogen worden, kunnen ze een bijdrage leveren aan een groei naar psychische volwassenheid. Dat wil zeggen dat de mens op lange termijn leert omgaan met vreemden, dat hij de feiten in het oog houdt en zich niet laat leiden door stereotypen en dat hij bereid is oude zekerheden prijs te geven.
Hij werd benoemd tot Ridder in de orde van Oranje Nassau in 1984. In 1986 eerde de provincie Drenthe hem met de provinciale culturele prijs. “Uit erkentelijkheid voor de apostel en didacticus voor de vrede”, verklaarde Commissaris van de Koningin dr. Ir. Ad Oele bij deze gelegenheid.